# NGC 613

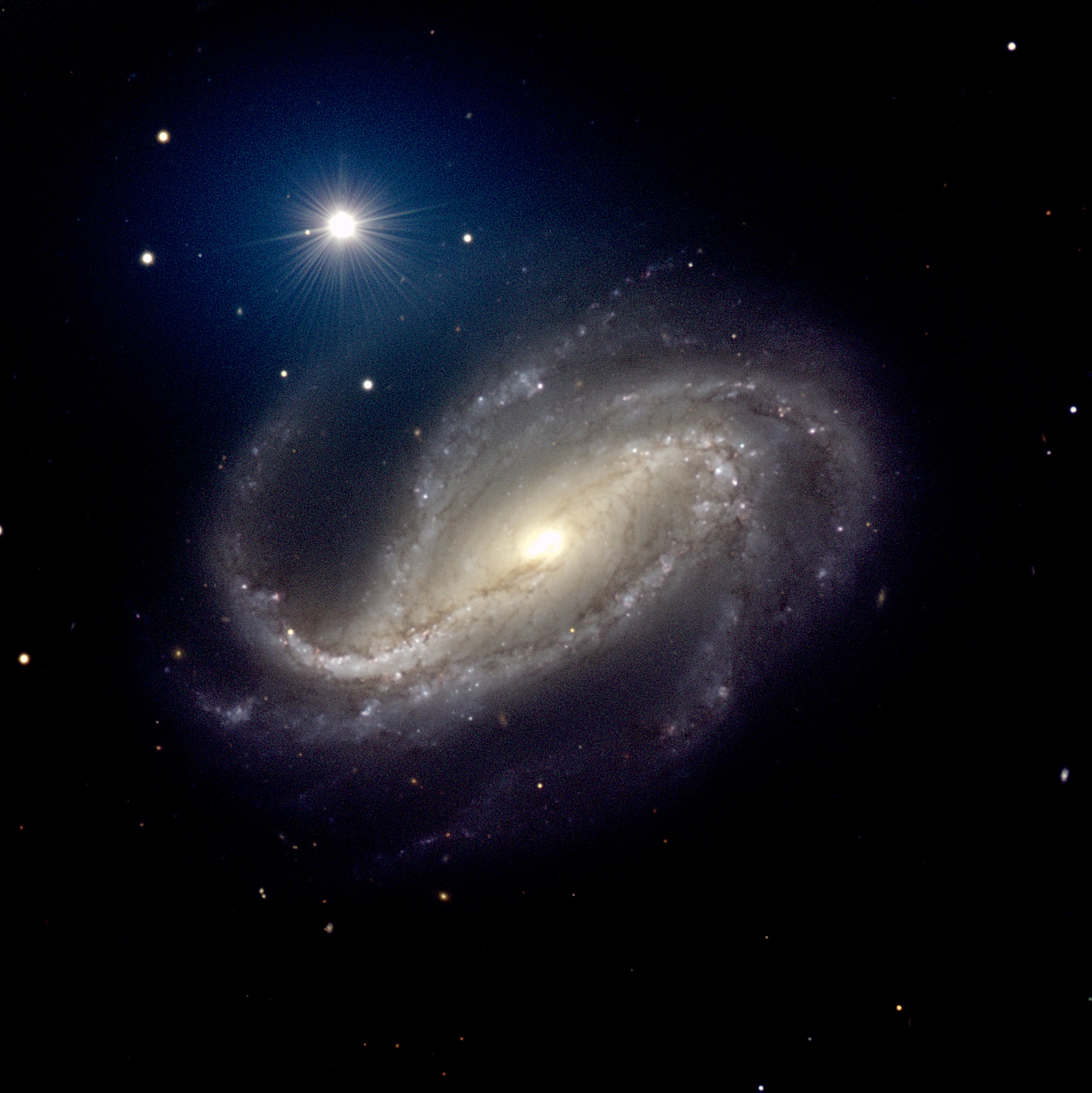
NGC 613

NGC 613 是玉夫座的一個棒旋星系。